# Enhancer
En genética, un enhancer ("potenciador") o amplificador es una corta región del ADN eucariota que puede unirse con proteínas (factores de transcripción) para aumentar los niveles de transcripción de genes en un grupo de genes. Un enhancer no tiene por qué estar localizado cerca de los genes sobre los que actúa, ni siquiera en el mismo cromosoma. La estructura del complejo de cromatina del ADN está plegada de un modo que, aunque el ADN esté lejos de los genes en los nucleótidos, geométricamente está próximo al promotor y al gen. Esto le permite  interactuar con los factores de transcripción y con la polimerasa II.
Existen distintas teorías sobre el proceso de información que ocurre en los enhancers: